# Вассен (Нидерланды)
Вассен (нидерл. Vaassen) — одна из двух крупных деревень в общине Эпе, в нидерландской провинции Гелдерланд. Вассен расположен между Апелдорном и Зволле на восточной окраине области Велюве в провинции Гелдерланд, и по состоянию на 1 января 2020 года его население составляло 12 655 человек. 1 января 1812 года Ваассен был отделен от Эпе вместе с Уне в отдельную общину, но уже 1 января 1818 года община была ликвидирована и воссоединена с Эпе.

## Архитектура
Самым замечательным историческим зданием Вассена является Канненбургский замок XVI века, в котором когда-то жил рыцарь Мартен ван Россум.

## История
Впервые деревня была упомянута в свидетельстве из Codex Laureshamnensis Лоршского монастыря в 891 или 892 году, когда некто по имени Брунгильда подарила Лоршу фермерский дом и церковь. Название Вассен происходит от слова «Фасна», старого слова, обозначающего конкретный грубый сорт травы.
Со 2 сентября 1887 года и по 8 октября 1950 года в Вассене находилась железнодорожная станция. Станция была частью так называемой линии Барона между Апелдорном и Зволле. В 1950 году станция была закрыта из-за прекращения работы линии. Здание бывшей железнодорожной станции все ещё существует, но теперь используется как жилое помещение.